# Linga (Bluemull Sound)

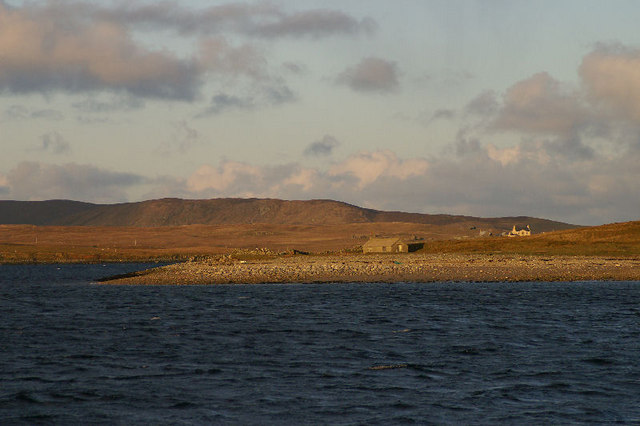
Das nördliche Ende von Linga

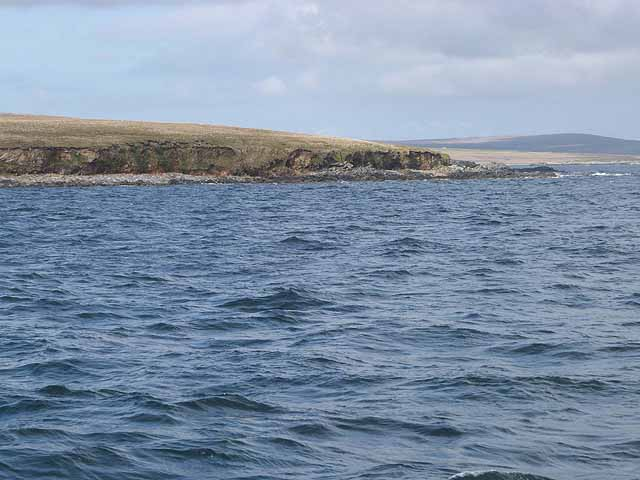
Das südliche Ende von Linga

Linga ist eine Insel, die im Norden der zu Schottland zählenden Shetlands liegt.

## Geographie
Linga ist eine unbewohnte Insel, die am südlichen Ende des Bluemull Sounds liegt. Dieser verläuft zwischen Yell von Unst. Linga hat eine schmale Form, die Fläche beträgt 45 Hektar, der höchste Punkt liegt im Süden mit 26 Metern. Vom westlich gelegenen Yell wird die Insel vom Linga Sound getrennt. Eine nördlich von Linga verkehrende, kurze Fähre verbindet Gutcher mit Belmont.

## Historisches
Dass die Insel früher bewohnt war, lässt sich an der Ruine einer Kapelle erkennen. Im Rahmen der historischen Gliederung Schottlands in Civil Parishes zählt Linga zu Yell.